# The Grocer's Encyclopedia

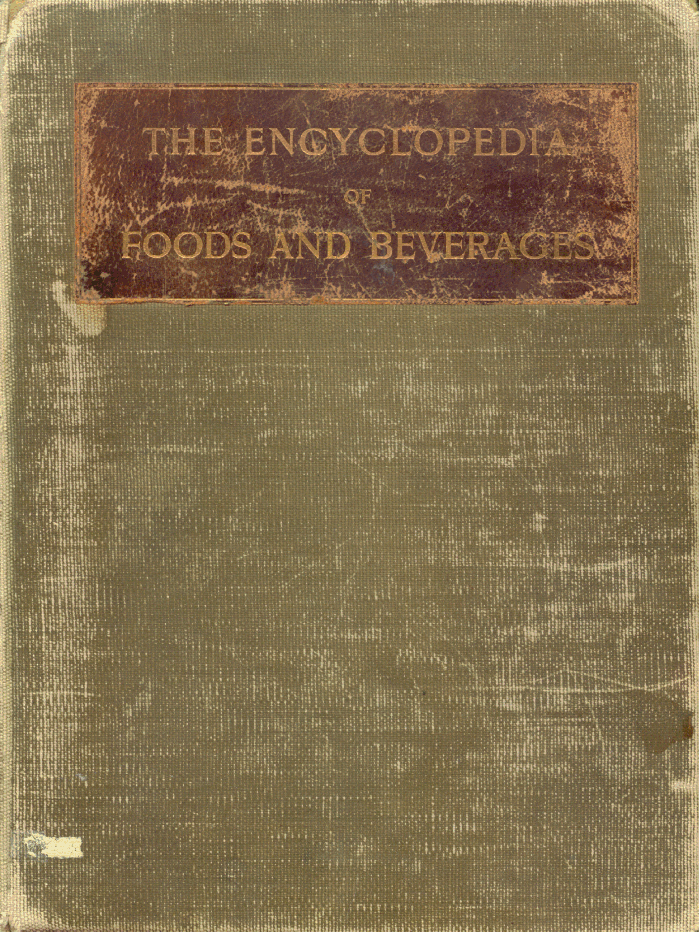
The Grocer's Encyclopedia - portada

The Grocer's Encyclopedia (Nueva York, 1911) es un libro sobre el cultivo, la preparación y la comercialización de alimentos que fue escrito y publicado por Artemas Ward, un autor e innovador en publicidad y comercialización que también desarrolló varios otros negocios exitosos que le dieron gran riqueza con la que fue muy generoso, destacándose como filántropo.
El libro también se conoce como La Enciclopedia de Alimentos y Bebidas, como se muestra en su portada. El trabajo se desarrolló a partir de una publicación rudimentaria del autor en 1882, The Grocer's Handbook, un esfuerzo que lo motivó a refinar el tema en la enciclopedia durante los "minutos robados" a lo largo de los treinta años que median entre las dos publicaciones.
La enciclopedia cubre más de 1200 temas, desde Abalone hasta Zwetschgenwasser, con 80 páginas en color y 449 ilustraciones en total. La enciclopedia tiene 12 páginas sobre queso, 20 sobre vino, 16 sobre té, 7 sobre ostras. También contiene información sobre alimentos kosher, carnes "nuevas" como colas de canguro, almacenamiento en frío, adulteración, y guildas.
La enciclopedia también proporciona traducciones de términos en francés, alemán, italiano y sueco.
El libro también tiene un apéndice de 39 páginas que contiene una lista de 500 nombres utilizados para describir alimentos y bebidas.

## En laces externos
- The Grocer's Encyclopedia en línea. Una parte de Feeding America: The Historical American Cookbook Project, una colaboración entre la Biblioteca de la Universidad Estatal de Michigan y el Museo MSU.

- Datos: Q7738329
- Multimedia: The Encyclopedia of Food / Q7738329